# Červený Újezd (Benešov)
Červený Újezd é uma comuna checa localizada na região da Boêmia Central, distrito de Benešov.